# Jorge Morcillo
Jorge García Morcillo (ur. 11 marca 1986 w Walencji) – hiszpański piłkarz występujący na pozycji obrońcy w Almeríi.